# HCH Heerenveen
De HCH Heerenveen (Hardrijders Club Heerenveen) is een Nederlandse schaatsvereniging gevestigd te Heerenveen. De vereniging heeft ongeveer 400 leden. De vereniging werd opgericht op 1 maart 1966. De thuisbaan voor HCH voor het schaatsen is Thialf in Heerenveen.

## Historie
De vereniging werd een jaar voordat Thialf werd geopend opgericht. Sinds Thialf geopend is traint HCH Heerenveen op deze schaatsbaan.
Nadat in 2016 de vereniging 50 jaar bestond, kreeg HCH een koninklijke erepenning uitgereikt van de locoburgemeester. De erepenning is een ereteken dat alleen door het koninklijk huis verleend kan worden en wordt uitgereikt aan verenigingen, stichtingen of instellingen. Verenigingen moeten minstens 50 jaar lang bestaan om in aanmerking te komen.
De vereniging organiseert iedere start van het seizoen onder meer een HCH Clubdag. Hierbij is er een uitreiking voor de beste schaatsters van het afgelopen seizoen en de winnaars van de zomercompetitie.

## Trainingen
In de winter is er een schaatstraining en conditietrainingen voor alle leden en KNSB-licentiehouders van de vereniging. De trainingen vinden plaats in Thialf. Per leeftijdscategorie worden de leden ingedeeld, maar ook naar het niveau van wat ze aan kunnen in een training. De conditietrainingen worden in de winter gegeven op de Atletiekbaan Av Heerenveen. In de zomer zijn er andere alternatieve droogtrainingen zoals Fietsen, Skaten en looptraining.
Er zijn traningskampen zoals een trainingsweek in Inzell of een fietsweekend in Limburg.

## Wedstrijden
De vereniging organiseert ieder jaar voor de leden een clubkampioenschap. Daarnaast zijn er ook club-, jeugd- en trainingswedstrijden.

## NK Clubs
HCH Heerenveen is de succesvolste club in de geschidenis van het Nederlandse kampioenschappen clubs schaatsen, van 2021-2024 heeft de vereniging een ongeslagen status op dit kampioenschap. Daarnaast won de vereniging zilver in 2018.

## Bekende (oud-)leden
HCH-prominenten in alfabetische volgorde:
- Jeen van den Berg (Elfstedentocht winnaar)
- Anice Das (Olympisch deelneemster langebaan)
- Barbara de Loor (Wereldkampioene langebaan)
- Tonny de Jong (Olympisch deelneemster, Wereldkampioenschap medaillewinnaar en Euroepse kampioene langebaan)
- Michelle de Jong (Olympisch deelneemster en Wereldkampioene junioren langebaan)
- Antoinette Rijpma-de Jong (Olympisch medaillewinnaar, Wereld- en Europees kampioene langebaan)
- Carien Kleibeuker (Olympisch- en Wereldkampioenschap medaillewinnaar langebaan)
- Yep Kramer
- Sven Kramer (Olympisch-, Wereld- en Europees kampioene langebaan)
- Atje Keulen-Deelstra (Olympisch-, Wereld- en Europees kampioene langebaan)
- Janine Smit (Wereldkampioene langebaan)
- Klasina Seinstra (Elfstedentocht winnaar en diversie natuurklassiekers gewonnen)
- Suzanne Schulting (Olympisch-, Wereld- en Europees kampioene shorttrack en Europese medaillewinaar langebaan)
- Jesper Hospes
- Sophie Piest-Westenbroek
- Falko Zandstra (Olympisch medaillewinnaar en Wereld- en Europese kampioene langebaan)

A.S.S.W.S.V. SKITS (Amsterdam) · IJssportvereniging Alblasserwaard (Dordrecht) · E.S.S.V. Alcedo (Rotterdam) · IJsclub Bleiswijk (Bleiswijk) · D.S.V. De Skeuvel (Enschede) · HardrijVereniging Den Haag-Westland · (Den Haag) · IJsclub Eindhoven (Eindhoven) · Schaatsclub Gouda (Gouda) · IJsvereniging Groningen (Groningen) · HCH Heerenveen (Heerenveen) · Hengelose IJsclub (Hengelo) · IJsclub Nut & Vermaak (Leimuiden) · IJsclub Twenthe (Almelo) · 
IJssport Vereniging Leiden (Leiden) · STV Lekstreek (Krimpenerwaard) · Lissesche IJsclub (Lisse) · NSSV (Mildam) · USSV Softijs (Utrecht) · SVS Stevensbeek (Stevensbeek) · IJsvereniging Zoetermeer (Zoetermeer)